# امام زاده سید محمد ابوالوفا
امامزاده سید محمد ابوالوفا، در روستای ابوالوفا در ۲۵ کیلومتری غرب شهرستان کوهدشت، بر دامنه کوهی به نام بره کاظم واقع شده‌است.
این امام زاده جزو جاذبه‌های تفریحی و سیاحتی استان لرستان و شهرستان کوهدشت است و نزد اهالی بسیار مورد احترام است. همچنین وی به بلفا نزد اهالی مشهور است.
سید محمد ابوالوفا امامزاده ای واجب التعظیم می باشد که کرامات زیادی از ایشان نقل می شود و سالانه بخصوص در ایام نوروز زائران فراوانی به این امامزاده سفر می کنند

## نسب امامزاده سید محمد ابوالوفا
در بین اهالی شهرستان کوهدشت و ساکنین روستا مشهور است که این امام زاده فرزند زید بن علی بن حسین است.
اما در سالهای اخیر خصوصاً پس از تلاشهای فردی به نام سیدجلیل وفایی که خود نیز از نوادگان این امام زاده‌است برای این امام زاده شجره نامه گرد آمده ‌است که نسب این امام زاده را به امام سجاد (ع) می‌رساند.

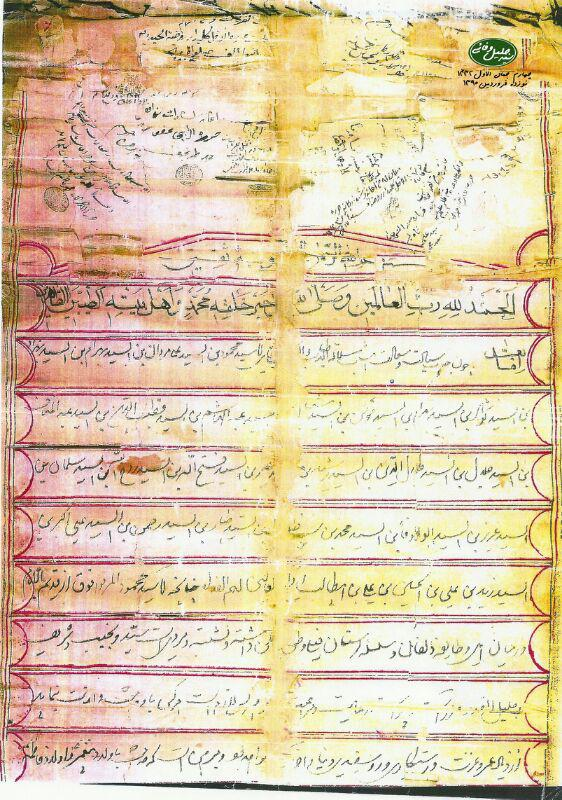
شجره نامه

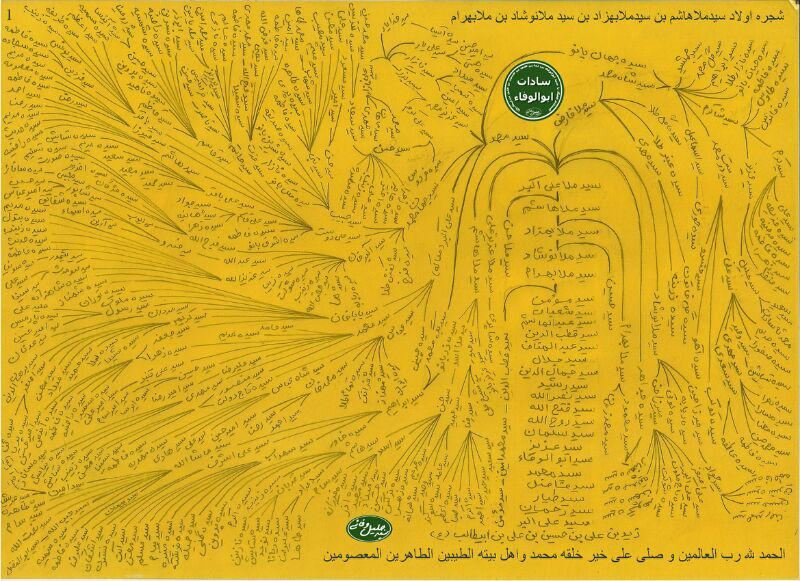
شجره نامه

برخی از منابع نیز وی را یکی از هفتوانه در اهل حق معرفی نموده‌اند. با این حال این شبهه بیشتر به این دلیل است که یکی از هفتوانه‌های فرقه اهل حق با نام «ابوالوفا» در همدان مدفون است هم نام بوده و این دو جدای از هم هستند.

## سید نوشاد ابوالوفایی
سید نوشاد ابوالوفایی شاعر سرزمین لرستان (لرکوچک) در زمان نادر شاه افشار می زیسته است وی از طایفه ابوالوفا در بخش طرهان می باشد. نوشاد هم به فارسی و هم به لکی شعر می سروده است و سروده هایی شبیه به لکی و گورانی دارد. دارجنگه از آثار مشهور اوست که حتی در بین بزرگان ادبیات کشو ر شهرت دارداو شعر های حماسی زیادی سروده است نوشاد دارای نبیره ای نیز بوده که در دوران ناصرالدین شاه می زیسته وی نیز شاعری نامور بوده است.
چنانچه از اشعار سید نوشاد پیداست وی معاصر با نادرشاه افشار می زیسته است. اشعاری که از او باقی مانده است منحصر به منظومه های «دارجنگه» و «هیچ و پیچ» به لکی و «بهمن و فرامرز» به فارسی می باشد.
این شاعر بزرگوار از طایفه ی «ابوالوفا» از منطقه ی طرهان (کوهدشت) می باشد. «ابوالوفا» -در گویشهای لری و لکی «بلَه فا belafa »-  از بقاع متبرکه ی منطقه می باشد مردمان منطقه اعتقاد خاصی به ابوالوفا دارند چنانچه یکی از سوگندان رایج در منطقه «وه بله فا قسم» می باشد.  
چنانچه از اشعار سید نوشاد پیداست وی معاصر با نادرشاه افشار می زیسته است. اشعاری که از او باقی مانده است منحصر به منظومه های «دارجنگه» و «هیچ و پیچ» به لکی و «بهمن و فرامرز» به فارسی می باشد.
منظومه دارجنگه از شاهکارهای لکی نوشاد است که حاوی تصویر سازیها، تشخیص و توصیفات فردوسی وار سیدنوشاد از میادین نبرد است و این اثر آکنده است از نام پهلوانان اساطیری ایران زمین که از طبع  شاعرانه ی قوی و  استعداد بالای نوشاد حکایت می کند.( این منظومه را بطور کامل اینجا بخوانید)
«دارجنگه» از اشعار مورد علاقه و رایج در بین مردم لرستان می باشد. این منظومه ی تمثیلی حاصل مجادله و گفتگوی شاعر و یک درخت کهنسال می باشد که روزگاری گذار شاعر بر زیر سایه سار آن می افتد و شاعر اثر زخمی عمیق حاصل از تیری را بر روی تنه درخت می بیند چنانچه شعاع خورشید از آن پیداست. از دیدن این زخم کاری اندوهی روح شاعر را فرا می گیرد:
```
          1-هامدلان وختئ هامدلان وختئ                 ژَه روژان روژئ ژَه وختان وختئ
```

```
          2-چی قیس پوشاویم ژه کلپوس رختئ         راگم کفت اؤ پای عالی درختئ ...
```

```
          3-راگه راگذر خلق نه پایش بی                    خنکتر ژَه سای طوبا سایش بی
```

```
          4- فضاش فرحبخش هواش معتدل               پایه درختان ژَه شرمِش خِجِل
```

```
          5- نه روی سینش دیم زام تیر گازئ             یادگاری شست خدنگ اندازئ
```

```
          6- بلیزم بَرز بی اندوم بئ پایان                  اَسرین ژَه دیدم سیل وست وه دامان
```

ترجمه:
1 یاران همدل روزی از روزها وقتی از وقتها
2- مجنون وار از پوست«کَل» جامه ایی بر تن کردم و گذارم بر پای عالی درختی افتاد.
3-راه عبور مردم از پای این درخت می گذشت و سایه اش از سایه درختان طوبا خنکتر بود.
4-فضای اطاف این درخت فرحبخش و معتدل بودبگونه ای که دیگر درختان از شرمش خجلت زده بودند.
5-بر روی سینه اش زخم تیری دیدم که یادگاری شست تیراندازی ماهر بود.
6- ناله ام بلند شد و اندوهی بی پایان وجودم را فراگرفت و اشکهایم سیل به دامانم بستند.
آنگاه شاعر احوال سرداران، جنگها و روزگاران گذشته را از درخت جویا می شود :
```
              1-واتم: ائ درخت بَرز و برومند                کس مَزان حساؤ تاریخ سال چند
```

```
              2- ژَه عمرت چَن سال چَن پِشت ویردن     کئ دس نیشونت وای دیار کردن
```

```
              3- رزمئ بیان کر ژَه روزگاران                     چطور گرم و سرد دهرت ویاران
```

ترجمه:
1-      گفتم : ای درخت بلند و برومند که کسی از تاریخ و سن وسالت آگاه نیست.
2-      از عمرت چند سال گذشته است و چه کسی تو را در این مکان دست نشان کرده است.
3-      رزمی از روزگار بیان کن و بگو که گرم و سرد روزگاران را چگونه پشت سر گذاشته ای.
این کنجکاوی باعث ترکیدن بغض درخت می گردد و بی تابانه درددل می کند و یکایک نام سردارن را بین می دارد:
```
          جنگ «سیامک» دیوانم دین (=دیدم)       «هوشنگ» واؤ سپاه واؤ سانم دین ...
```

```
          کوکبه «ضحاک مرداسم» دین                سهم و صلابت «گرشاسم» دین ...
```

```
          جفتئ مارنه دوش «ضحاکم» دین           جابوسه شیطان ناپاکم دین...
```

```
          شاهی «کیقباد» زربخشم دین               «رستم» واو جوشن واو «رخشم» دین ...
```

```
          هفتاد و هفت کُر گودرزم دین                 هر کام حکومت یی مرزم دین...
```

و آنگاه درخت رزم دو سردار را بیان می کند که رزمگاهشان در پای خودش بوده است و زخم سینه اش نیز یادگار همان نبرد بوده است. سردارن و شاهان یک یک آمده و رفته اند و «دارجنگه» همچنان پابرجا شاهد این جورها و ستمها تا عصر نادرشاه بوده است.
```
              چَن ساله مِه دارجنگه نامِمَه           تا ایسا یَه حال سرانجامِمَه
```

ترجمه: چند سال است نام من دارجنگه(=درخت جنگ) تابه اکنون این سرگذشت من است.
و  بیداد نادر افشار، وضعیت ناگوار خلق و جادوی کلام نوشاد:
```
          تا ایسا یَه دؤر نادر سلطانن             مردم ژه جورش بیزار ژَه گیانن
```

```
          جهان پِر آشوب دنیا درهمه              خاطر هزینه آسایش کمه
```

```
          رعیت فرارن خَلق خُلقش تنگه         اقبال اولاد «
شاه صفی
» لنگه
```

و آنگاه اندرز درخت به نوشاد و ترسش از روزگار:
```
          1- دنیا بئ وَرَن اصلش برباده             اؤله کسئ که وای باده شاده....
```

```
          2-اندرزم یَسَه پی دنیا دوسان            دنیا دمئ که چی شارو بوسان
```

```
          3-فِره مَترسِم ژای روزگاره                 زای فتنه لئیم شوم بدکاره
```

```
          4-نوا بدبختو لیم بده آگر                    سُختم باد بَرو بایِر اَر بایِر
```

```
           5-کوتاه بو ژه روی زمین خاک پام         کس نای تا تویلئ بنیشو اَر جام
```

ترجمه:
1-      دنیا بی وفا و بی ثمر است و بنیادش بر باد است ابله کسی است که با آن شاد  شود.
2-      اندرزم به دنیادوستان این است که دنیا مانند مزرعه جالیزی است که عمر آن به سر آمده است.
3-      از این روزگار می ترسم از این روزگار فتنه گر
4-      نادانی ناغافل مرا به آتش بکشد، خاکسترم را باد ببرد و زمینم بایر شود.
5-      و من از روی زمین برکنده شوم و هیچ کسی نهالی برجایم ننشاند.

## نگارخانه

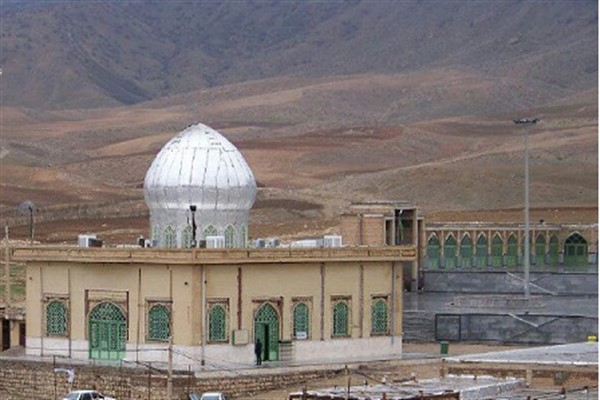
بقعه امامزاده
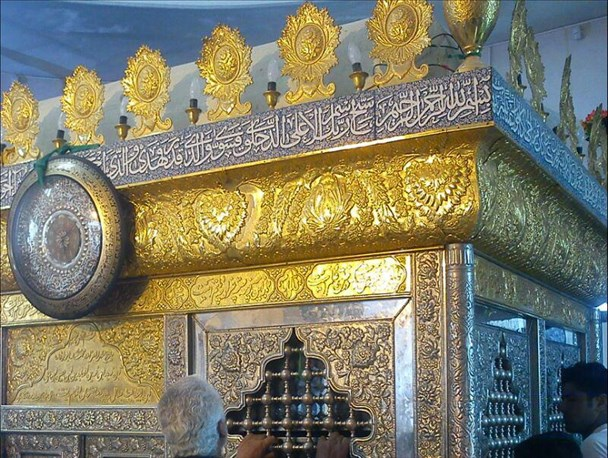
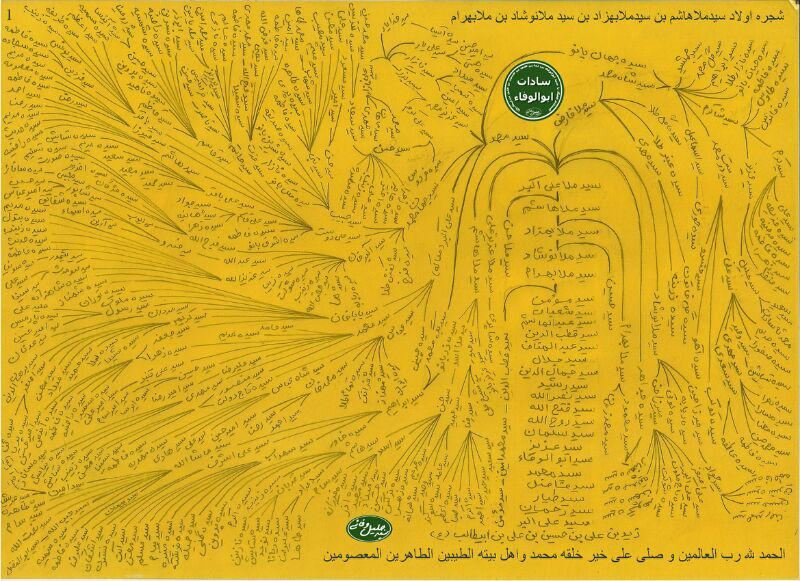
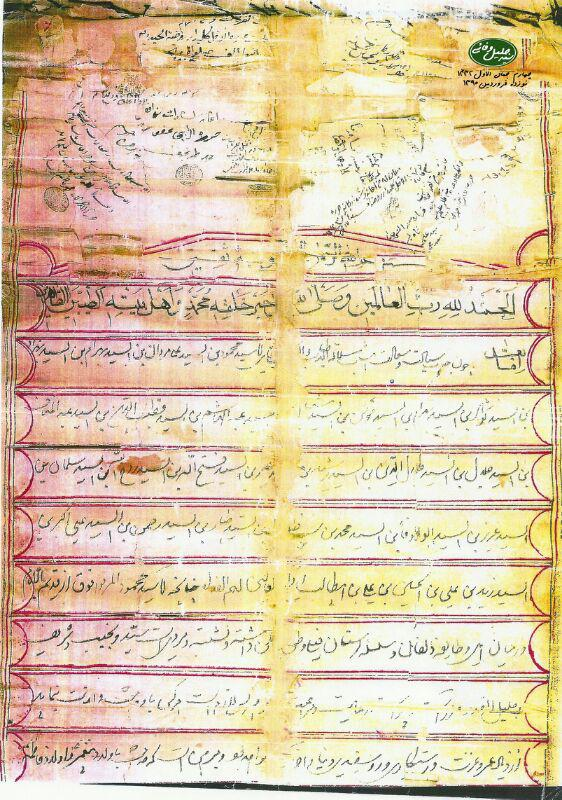
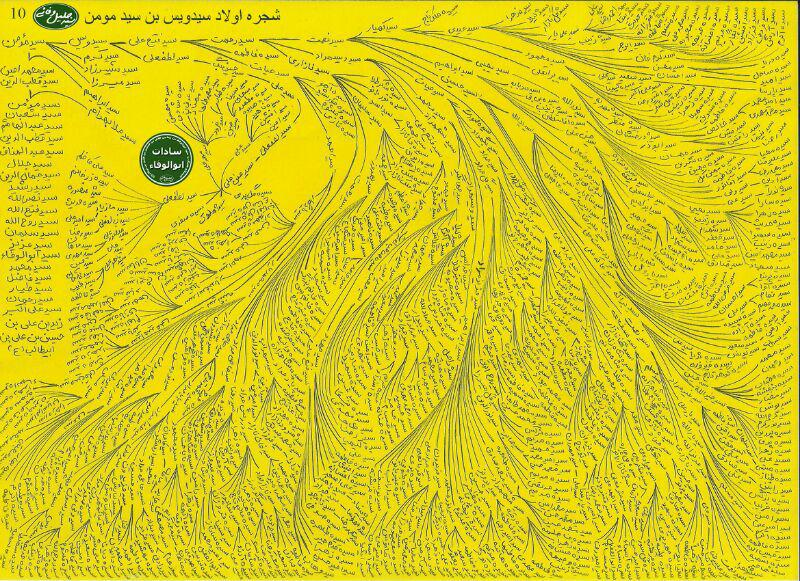